# بیشه‌مرغ
سه گونه پرنده در دو سرده وجود دارد که به عنوان پرندگان بیشه‌مرغ شناخته می‌شوند:
- بیشه‌مرغ‌ها
  - بیشه‌مرغ نوک‌سربالا، Clytoctantes alixii
  - بیشه‌مرغ راندونیا، Clytoctantes atrogularis
- بیشه‌مرغ سیاه
  - بیشه‌مرغ سیاه، Neoctantes niger